# Pere Galofré i Tarrida
Pere Galofré i Tarrida   (el Pla del Penedès, 1910 - el Pla del Penedès, 2003), conegut popularment com a «Peret del Pla», va ser un forner i músic penedesenc. Destacà per tocar el timbal en una època de decadència del món de la gralla i per transmetre el llegat d'aquest món a les noves fornades de grallers.

## Biografia
Als 14 anys començà a aprendre solfeig i violí, i més tard començaria a aprendre a tocar el saxòfon. Després de fer el servei militar, on havia estat en una banda de saxo, va formar part de diverses orquestres i orquestrines de la zona com l'orquestra Oriental, el quintet Llopart o el quintet Rovira.
A mitjan segle xx, la gralla està en un moment clar de decadència i cada cop hi ha menys grups que s'hi dediquin. És precisament en aquest moment, el 1940, que Eustaqui Parrilla —l'encarregat de cercar músics per a la Festa Major de Vilafranca— l'empeny a entrar dins d'aquest món com a timbaler.
No va tenir una colla fixa i des de 1940 fins a mitjans dels anys vuitanta va actuar en molts grups diferents. Tanmateix, amb qui va fer més actuacions va ser amb en Sebastià Sendrós i Fontanals («Ros de les Cabanyes») i en Joan Ferrer i Mestre («Jan de Puigpelat»). Després de la seva mort, el «Peret del Pla» va tocar amb altres grups com els Macaris del Vendrell. Posteriorment, de mitjans dels setanta a mitjans dels vuitanta va tocar amb grups com els Grallers de Vilafranca, la Colla de Mar o els Vernets, i també amb diversos grallers de Sitges, Vilanova o Valls.

## El llegat
Actualment diversos músics han reivindicat la figura del Peret del Pla per la seva tasca de transmissor i continuador d'una tradició que en la seva època estava passant per un moment de declivi. Entre aquests hi trobem el grup de grallers els Vernets que el novembre de 2012 publicaven el llibre Músiques per a gralla a mitjans del s. xx, on recuperen algunes de les melodies que Pere Galofré els havia transmès i alhora el vindiquen com un dels seus referents, juntament amb grups de l'època com els Macaris. Aquest mateix grup, li feu un homenatge el 2013 —deu anys després de la seva mort— amb un concert al Pla del Penedès, el seu poble natal. Va ser un personatge molt estimat al seu poble que per recordar-lo i homenatjar-lo li dedicà una figura folklòrica: un gegant.